# 죽전역 (용인)
죽전역(竹田驛, Jukjeon station)은 경기도 용인시 수지구 죽전동에 위치한 수도권 전철 수인·분당선의 전철역이다. 부기역명은 단국대(檀國大)로, 이 역 인근에 단국대학교 죽전캠퍼스가 있다. 왕십리 방면의 일부 분당선 열차의 시종착을 취급하고 있다. 한국철도공사 수도권동부본부의 관리역으로, 분당선 서현역 이남 구간을 관리한다.
당초 오리역을 종점으로 죽전역을 건설하지 않고 분당차량사업소 입·출고선과 별도의 지하 선로를 통해 수도권 전철 수인·분당선 연장선을 건설할 계획이었지만, 용인시 수지구의 개발로 인하여 죽전역 신설 필요성이 거론되었고, 예산 부족 등 재원 확보 문제로 인하여 기지 입·출고선을 이용해 죽전역은 지상(고가)역으로 건설됐다.
급행 열차는 하행, 상행 모두 왕십리역부터 이 역까지 모든역에 정차한다. 2011년 12월 28일부터 2012년 10월 5일까지는 이 역이 분당선 중에 유일한 지상역이였다. 2015년 1월 현재 본선 승강장에 스크린도어 설치가 완료되었다. 2015년 9월 4일 신분당선 사용개시 고시 후 2016년 1월 30일 광교역 내부 광교차량사업소 조성 이전까지 정자역 구간 신분당선 차량기지로도 이용되었다. 이 역에만 지상 구간이다.

## 역사
- 2007년 12월 24일 : 영업 개시
- 2009년 1월 1일 :  오리행 열차가 죽전행으로 바뀌어 대부분의 분당선 열차들의 시·종착역이 됨
- 2012년 1월 : 관리역으로 지정
- 2012년 9월 18일 : 왕십리 ~ 선릉 구간 개통으로 왕십리 기점 33.6km로 변경[3]
- 2013년 11월 30일 : 분당선 수원 연장 개통과 함께 급행열차 운행 개시
- 2015년 1월 20일 : 본선 승강장에 스크린도어 설치
- 2017년 11월 30일 : 부본선 승강장에도 스크린도어 설치

## 역 구조
역사는 신세계건설이 지은 민자역사로, 신세계백화점 경기점 백화점동과 주차동 사이에 위치해 있다. 2면 4선의 쌍섬식 승강장을 가진 지상역이다. 스크린도어는 모두 설치되어있다. 왕십리역에서 시종착하는 일부 수인분당선 열차가 시·종착한다.

### 배선도
죽전역과 분당차량사업소의 배선도는 다음과 같다.

### 승강장
| ↑ 오리          |
| ４３ \| ２１ \| |
| 보정 ↓          |

| 1 | ● 수도권 전철 수인·분당선 | 일부 열차 당역 시·종착                    |
| 2 | ● 수도권 전철 수인·분당선 | 보정 · 기흥 · 망포 · 수원 · 인천 방면     |
| 3 | ● 수도권 전철 수인·분당선 | 오리 · 서현 · 모란 · 선정릉 · 청량리 방면 |
| 4 | ● 수도권 전철 수인·분당선 | 일부 열차 당역 시·종착                    |

## 역 주변
- 단국대학교 죽전캠퍼스
- 죽전2동 행정복지센터
- 이마트 죽전점
  - 일렉트로마트 죽전점
  - 영풍문고 죽전점
- 신세계백화점 경기점
  - CGV 신세계경기
  - 시코르 경기점
- 수지구청
- 수지레스피아
- ● 신분당선 수지구청역
- 도담마을
- 풍덕천동
- 죽전아울렛거리(죽전패션타운)
- 보정동 카페거리
- 포은아트홀

## 사고
2011년 4월 23일, 죽전역에서 30m 떨어진 지점에서 한국철도공사 351000호대 전동차 351x15편성(당시 2x66편성) 전동차가 탈선하는 사고가 있었다. 이로 인하여 오리역 - 보정역간 운행이 약 6시간동안 중단되었다.

## 문화예술거리 조성
용인시는 죽전역을 문화예술공간으로 조성하기로 하고 계획을 발표하였는데 '용인거리 아티스트 프로그램'은 재단의 자체 심사과정을 통과한 연극, 음악, 마임, 무용, 마술 등 30~40여개 지역예술인 공연단체에게 시내 14개 공간을 제공해 상시 공연을 할 수 있도록 한 문화사업으로 단국대학교가 앞장서서 추진하는 보정동 문화의 거리와 함께 이 지역의 문화예술공간으로 부각될 것으로 내다보고 있다.
이미 2011년 11월 16일 단국대학교와 롯데시네마가 영화산업 발전을 위한 산학협력 협약을 체결하고 영화콘텐츠 전문대학원에 발전 기금을 포함해 죽전캠퍼스 내에 영화관을 건립키로 했다. 한편 용인거리아티스트의 공연무대로 사용될 거점 현황은 처인구 용인시청사 광장, 용인중앙시장, 용인버스터미널, 둔전리, 기흥구에 동백 쥬네브, 강남대 입구, 신갈역 만골근린공원, 경기도 박물관 입구, 수지구에 포은아트홀 광장, 단국대 입구, 여성회관 광장 등이다.

## 이용객 변동
2007년 자료는 개통일인 2007년 12월 24일부터 12월 31일까지인 8일 기준으로 환산한 것이다.
| 노선   | 노선   | 일평균 인원수 (명/일) | 일평균 인원수 (명/일) | 일평균 인원수 (명/일) | 일평균 인원수 (명/일) | 일평균 인원수 (명/일) | 일평균 인원수 (명/일) | 일평균 인원수 (명/일) | 일평균 인원수 (명/일) | 일평균 인원수 (명/일) | 일평균 인원수 (명/일) | 각주   | 각주   | 각주 | 각주  |
| 노선   | 노선   | 2000년                | 2001년                | 2002년                | 2003년                | 2004년                | 2005년                | 2006년                | 2007년                | 2008년                | 2009년                | 각주   | 각주   | 각주 | 각주  |
| ------ | ------ | --------------------- | --------------------- | --------------------- | --------------------- | --------------------- | --------------------- | --------------------- | --------------------- | --------------------- | --------------------- | ------ | ------ | ---- | ----- |
| 분당선 | 승차   | 미개통                | 미개통                | 미개통                | 미개통                | 미개통                | 미개통                | 미개통                | 105                   | 7,336                 | 11,658                |        |        |      | [ 9 ] |
| 분당선 | 하차   | 미개통                | 미개통                | 미개통                | 미개통                | 미개통                | 미개통                | 미개통                | 112                   | 7,728                 | 12,670                |        |        |      | [ 9 ] |
| 노선   |        |                       |                       |                       |                       |                       |                       |                       |                       |                       |                       |        |        |      | [ 9 ] |
| 2010년 | 2011년 | 2012년                | 2013년                | 2014년                | 2015년                | 2016년                | 2017년                | 2018년                | 2019년                | 2020년                | 2021년                | 2022년 |        |      | [ 9 ] |
| 분당선 | 승차   | 13,869                | 15,286                | 18,054                | 20,994                | 22,969                | 22,896                | 17,396                | 16,202                | 15,949                | 16,106                | 10,771 | 11,048 |      | [ 9 ] |
| 분당선 | 하차   | 14,761                | 16,220                | 19,462                | 22,700                | 24,831                | 25,030                | 19,355                | 18,231                | 17,965                | 17,855                | 11,846 | 12,239 |      | [ 9 ] |

## 사진

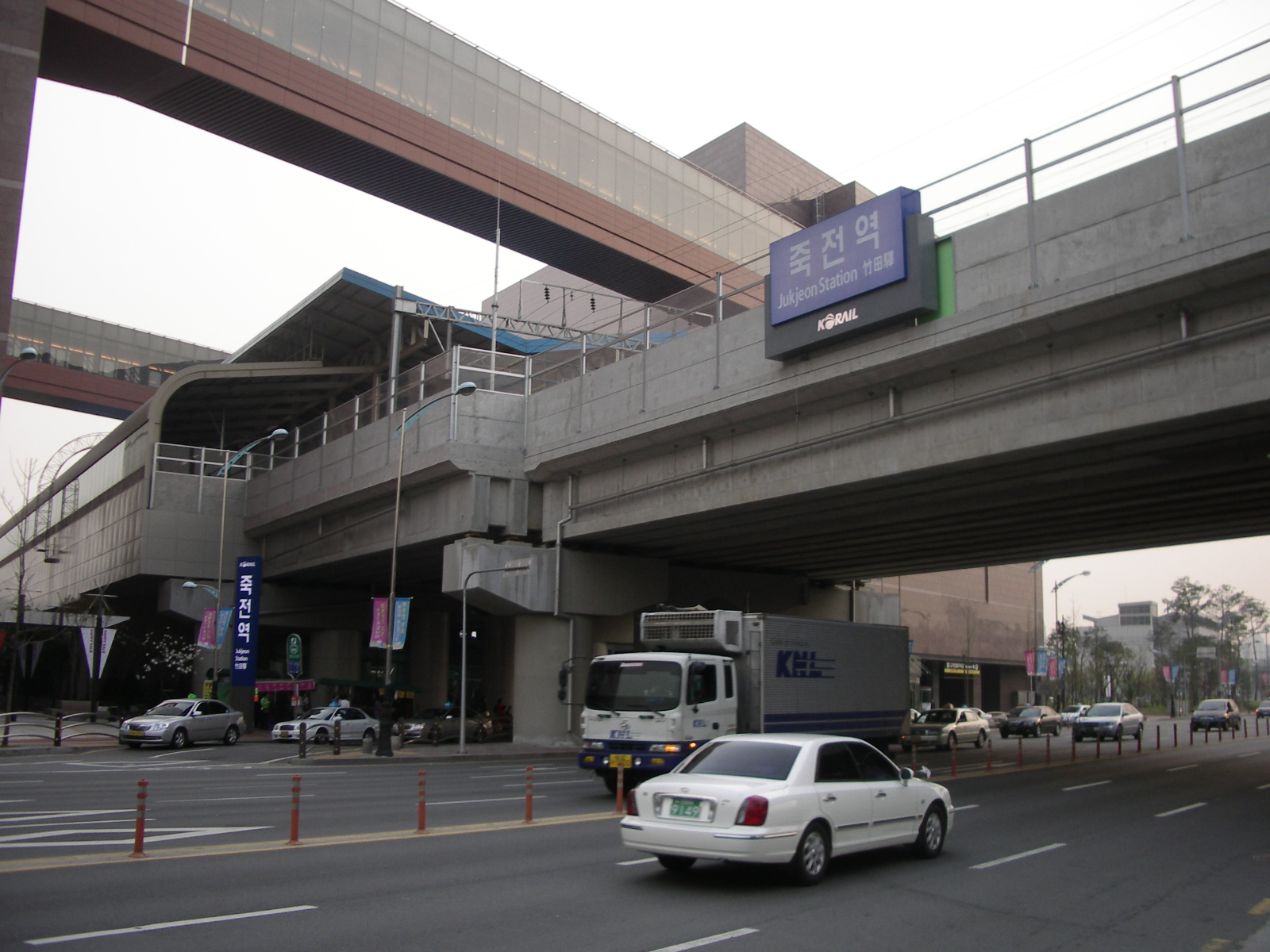
죽전역 1
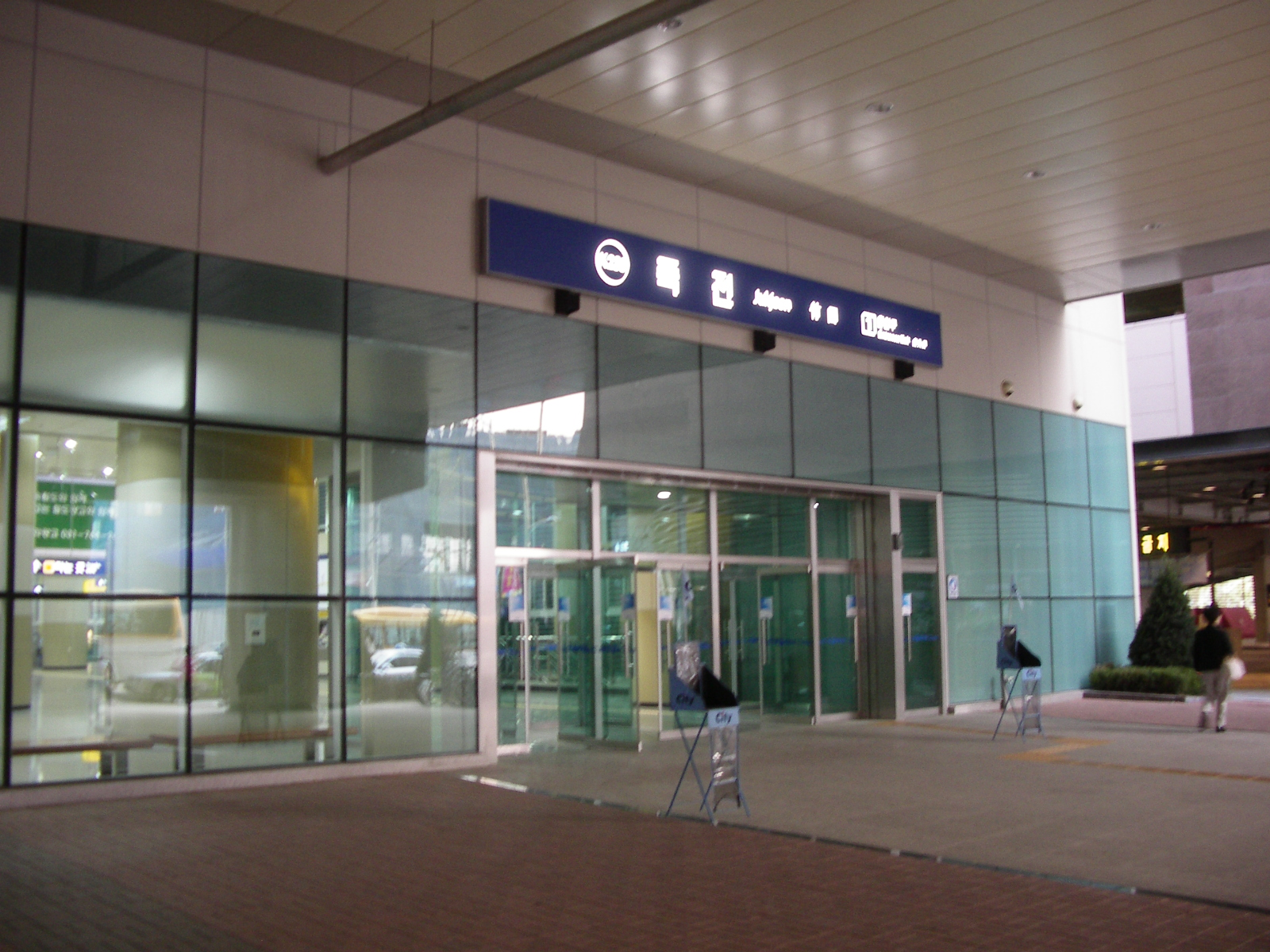
죽전역 2
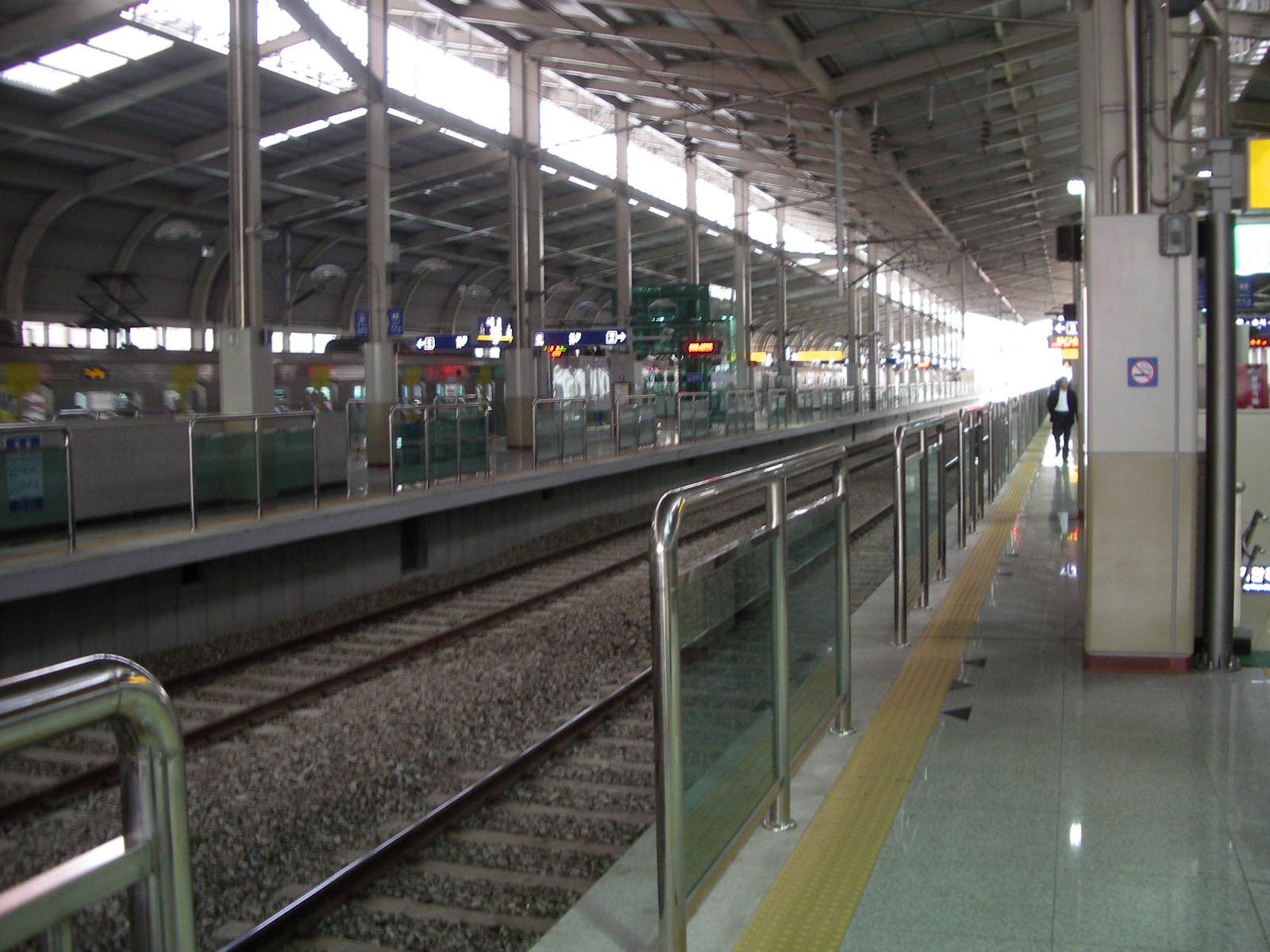
죽전역 3
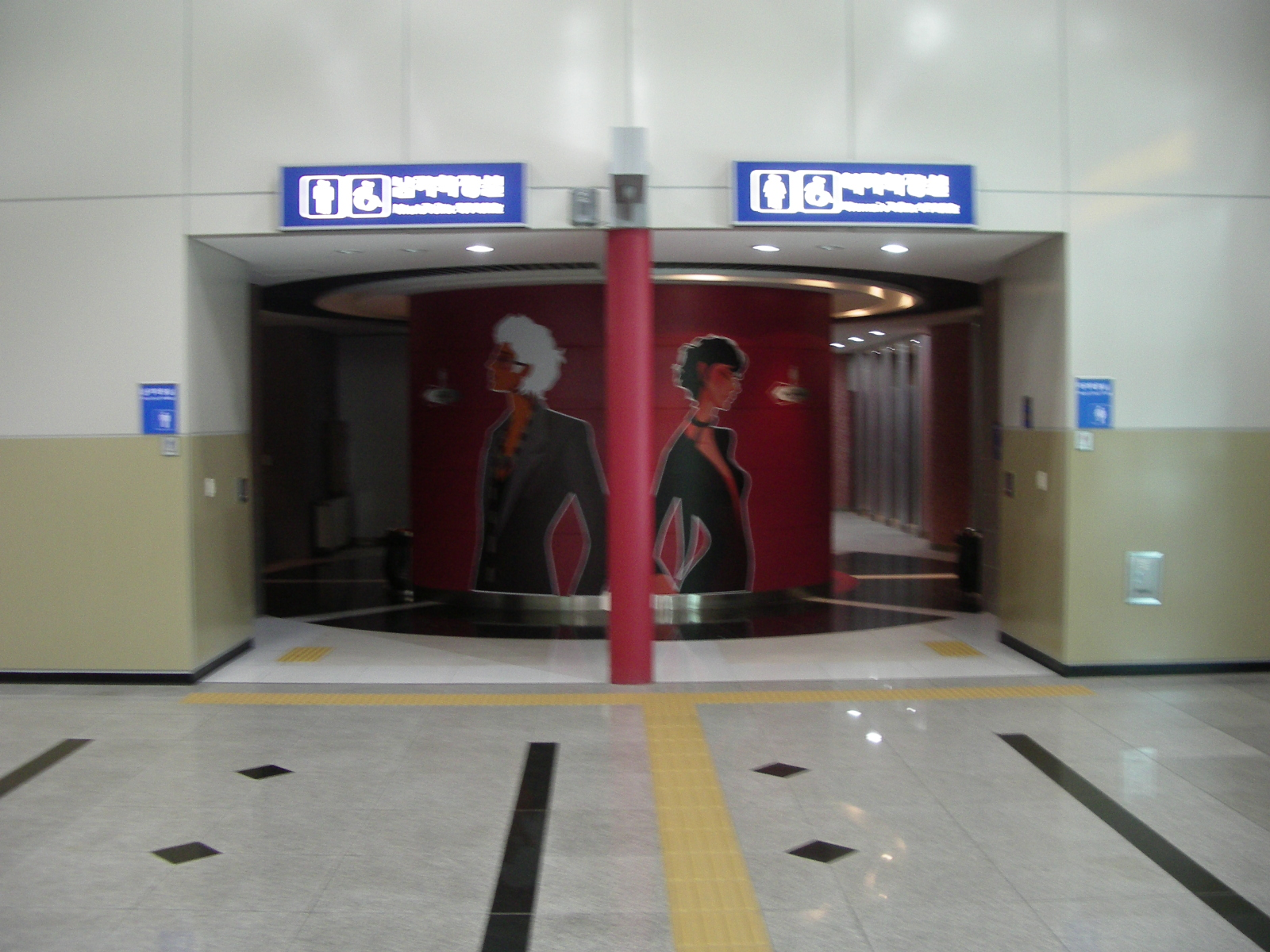
죽전역 4
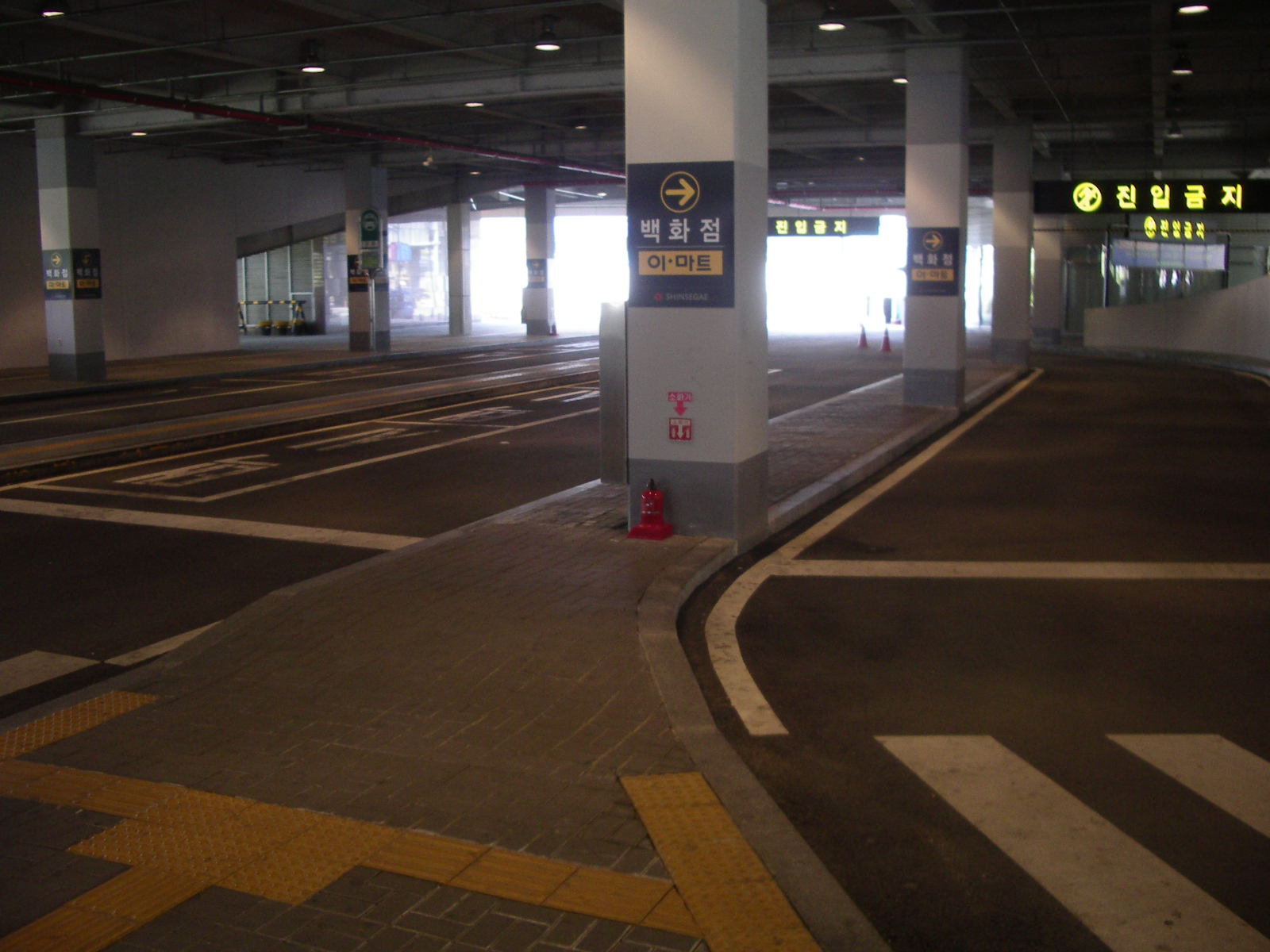
죽전역 5
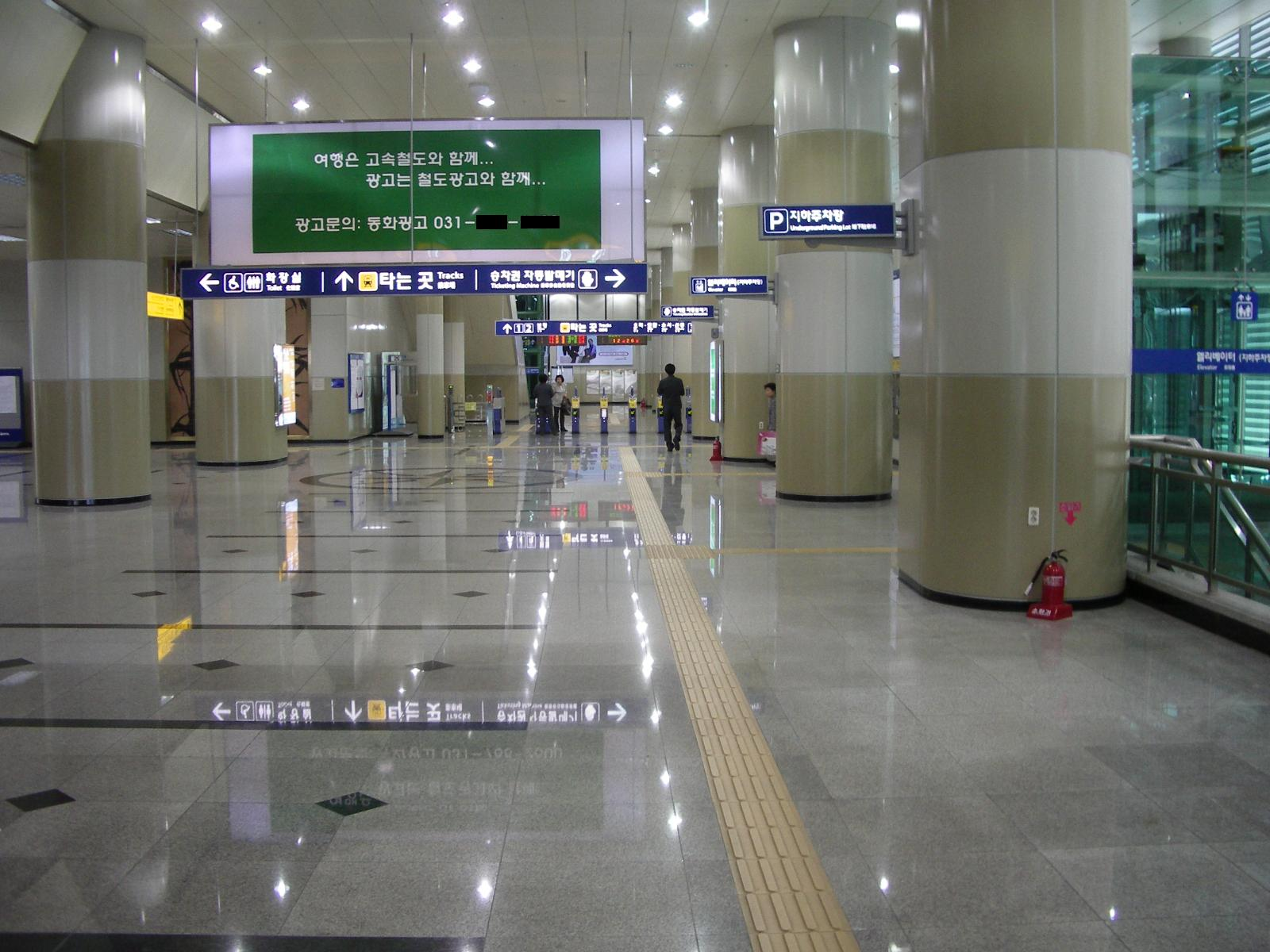
죽전역 6
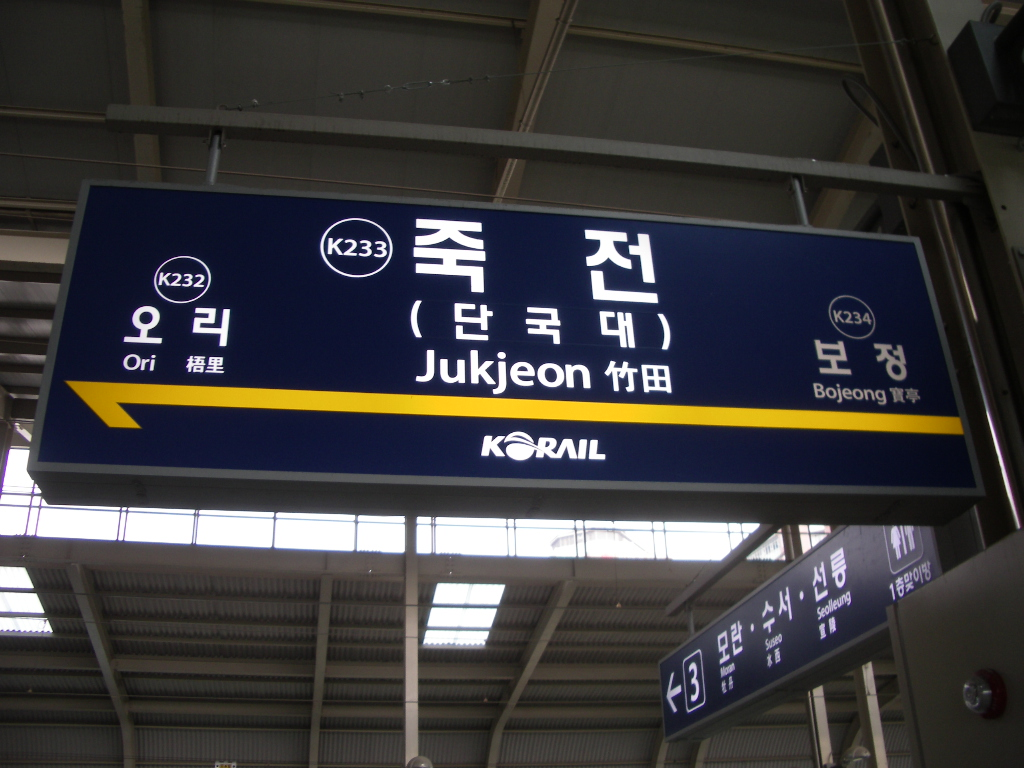
죽전역 7
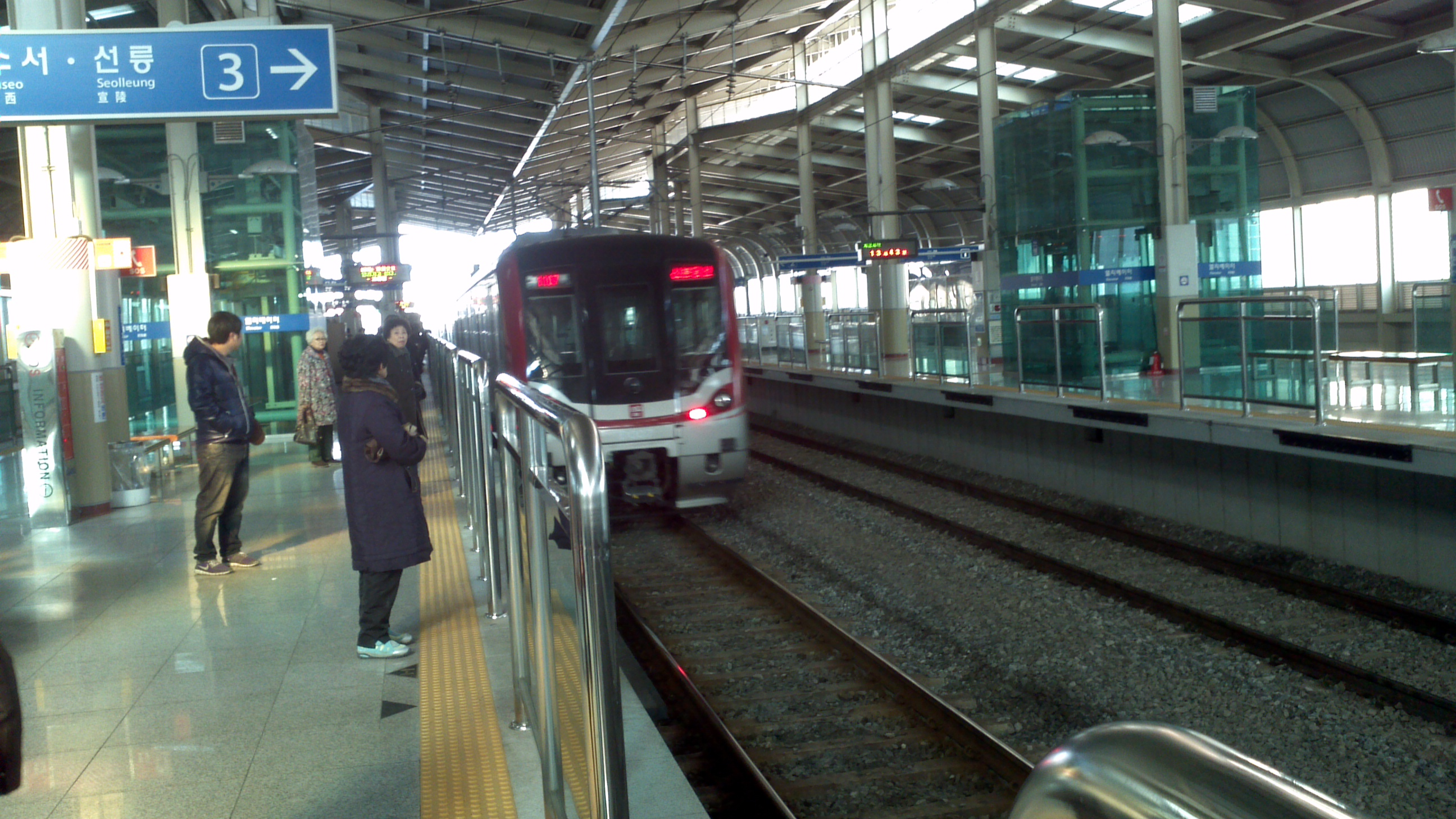
승강장 (스크린도어 설치 전, 신분당선 열차 통과 중)

## 인접한 역
| 분당선                           | 분당선                                | 분당선              |
| -------------------------------- | ------------------------------------- | ------------------- |
| K232 오리 청량리 방면            | ● 수도권 전철 수인·분당선 완행        | K234 보정 인천 방면 |
| 이 역부터 전 역 정차 청량리 방면 | ● 수도권 전철 수인·분당선 분당선 급행 | K237 기흥 고색 방면 |